# 孫永宅
TAG（韓語：태그，1998年4月13日—），本名孫永宅（韓語：손영택／孫永宅 Son Young Taek），曾為韓國男子團體Golden Child成員，隊內擔當為主Rapper，2024年與Woollim娛樂合約到期不續約而退團。

## 簡介
1998年4月13日出生於全羅北道全州市，牡羊座，O型，身高178，肩膀寬49.5公分。
家族成員：媽媽、姊姊손보경(孫寶靜，音譯)  、寵物犬초코(Choco)。
興趣：作詞、作曲、街舞。

## 特別事項
- 與長埈一起擔當主饒舌，並且從出道開始就會參與Rap Making。
- 出道前曾以W Project的身分與長埈發行歌曲《Drought (feat. BéE)》。
- 在團體裡的號碼為7，是本人的幸運號碼。代表符號為🐥
- 以Golden Child出道前曾以I.D [註⁠ 2]團體出道,I.D同團成員還有前成員在錫。
- 因曾在日本活動關係而中斷學業，晚一年上高中故與小一歲的99年生成員弟弟們同屆。
- 與歌手河成雲[註⁠ 3]、ATEEZ成員友榮、Stray Kids成員彰彬、TXT成員YEONJUN為好友。
- 改名前原名為손동해 (孫東海，音譯)。
- MBTI測試結果為INTP。

## 作品

### 音樂
所屬團體之共同作品，請參閱 Golden Child。

#### 數位單曲
2017-02-13：가뭄 (Drought)
2020-03-07：버스 안에서 (On the bus)

#### THE LIVE
| 年份   | 日期    | 翻唱歌曲名稱                           | 原唱歌手 | 原作收錄專輯 |
| ------ | ------- | -------------------------------------- | -------- | ------------ |
| 2019年 | 7月30日 | 행복(Happiness) （页面存档备份，存于） | OVAN     | 《행복》     |
| 2020年 | 4月11日 | 빌었어 (wish) （页面存档备份，存于）   | CHANGMO  | 《Boyhood》  |

### 節目主持
| 年份   | 日期    | 播放頻道 | 節目名稱 | 備註       |
| ------ | ------- | -------- | -------- | ---------- |
| 2019年 | 12月3日 | SBS MTV  | THE SHOW | Special MC |

## 注解
1. ↑  1995年生。
2. ↑  團體當時以日本活動為主。
3. ↑  曾為同一公司練習生。
4. ↑  正式出道前與成員長埈合唱曲。
5. ↑  與成員長埈、Lovelyz成員Kei共同擔任Two Yoo Project - Sugar Man 第三季第14集在錫隊Sugar Man，節目中表演之歌曲，而後收錄於《투유프로젝트 - 슈가맨 3 EPISODE.13》數位專輯。
6. ↑  與宇宙少女成員多榮、CIX成員裴珍映共同代班主持。
7. ↑   註:

## 外部連結
- TAG(골든차일드) namuwiki （页面存档备份，存于） 
- woollim娛樂官方網站
- 孫永宅的Instagram帳戶 

1. ↑  . JTBC. 2024-08-27  [2024-09-06] （韩语）.
2. ↑  . 뉴스1. 2024-08-27  [2024-09-06] （韩语）.